# 蜜蝋ラップ

蜜蝋ラップとは、蜜蝋を使った特殊な食品用ラップフィルムのこと。
主な用途は食品の保存で、通気性があり、食品をより長く保存することができる。蜜蝋ラップは、使用後に洗って繰り返し使用することができるが、1年以上経つと劣化し使えなくなる。

## ラップの仕組み
一般的な食品用ラップフィルムはプラスチックを主成分に作られるが、蜜蝋ラップはミツバチの巣から手に入る蜜蝋をオーガニックコットンに染み込ませて作られる。それにより密着性が向上しラップとして使うことができる。プラスチック製ラップとは違い、洗えば繰り返し使用することができ、粘着性があり、成形が可能である。
また、国やメーカーによっては、添加物としてロジン、ココナッツオイル、ホホバオイルを入れる場合がある。

## 長所・短所

### 長所
蜜蝋ラップは、布に蜜蝋を染み込ませて作ることができるため、布のデザインによって柄をつけることができる。布は基本的にオーガニックコットンを使用するが、それ以外では綿などでできた布を使用することもできる。
蜜蝋ラップは全て自然素材から作れるため、健康面からも良いとされている。
また、プラスチックの削減にも役に立つので、蜜蝋ラップを使うことはSDGsの達成にもつながる。
蜜蝋にはミツバチが作るフラボノイドという、自らの巣を清潔に保つための殺菌や抗菌効果のある物質が含まれている。そのため、蜜蝋ラップには天然の抗菌性があり、 食材を菌から守る効果がある。
天然素材のため、最終的に土に帰る。

### 短所
高温や低温に弱く電子レンジ等での使用ができない。60℃以上の環境では蜜蝋が溶けてしまう。
また、生肉や生魚などの匂いの強い食材にも使えない。
柑橘類にも使えない。蜜蝋は、エステル結合という酸に対して比較的弱い結合の化学的構造をしているため、レモンなどの柑橘類に使用すると酸に反応して蜜蝋が劣化してしまう。酸性の環境に長時間晒さないことが、蜜蝋ラップを長持ちさせるために重要である。

## ラップ以外の使用方法
古くなった蜜蝋ラップは、火をつけてろうそくとしても使うことができる。
また、贈り物の包装としても使うことができる。